# Bipolarni tranzistor
| Simbola za bipolarni tranzistor tipa PNP (zgoraj) in NPN (spodaj) |

Bípolárni tranzístor (angleško bipolar junction transistor - BJT) je polprevodniški element. Ima tri značilne priključke (emitor (E), baza (B) in kolektor (C). 

Polprevodniški material je germanij ali silicij. Ima dva PN spoja. Med emitorjem in bazo je emitorski spoj, med kolektorjem in bazo pa kolektorski spoj. Tranzistor največkrat deluje tako, da je na emitorskem spoju prevodna, na kolektorskem spoju pa zaporna napetost. Temu pravimo tudi aktivno področje delovanja.

## Delovanje NPN tranzistorja
V tranzistorju je za delovanje ključno razumevanje gibanje elektronov. Kadar pravimo, da tranzistor prevaja, večinski del gibanja elektronov poteka iz emitorja, skozi bazo v kolektor. NPN tranzistor si lahko predstavljamo kot dve diodi, ki imata skupno anodo. Da tranzistor prevaja mora biti na spoju med emitorjem in bazo prevodna napetost in ta poskrbi, da elektroni iz emitorja stečejo v bazo (tok elektronov je nasproten električnemu toku). Tu večina elektronov ne odteče skozi bazo, kot bi pomislili na prvi pogled, ampak tečejo naprej proti kolektorju. Spoj med bazo in kolektorjem je zaporno plariziran in zato zaradi električnega polja med bazo in kolektorjem stečejo v kolektor. Razlog, da večina elektronov ne steče skozi bazo je predvsem v zgradbi tranzistorja in v tem, da je v bazi dodana spremenljiva koncentracija primesi in ta povzroča takšno električno polje v bazi, da elektrone potisne proti kolektorju.